# Runc (gmina Ocoliș)
Runc – wieś w Rumunii, w okręgu Alba, w gminie Ocoliș. W 2011 roku liczyła 136 mieszkańców.